# Theodor Escherich
Theodor Escherich (29. studenog 1857. – 15. veljače 1911.) je njemačko-austrijski liječnik pedijatar, profesor na sveučilištima u Beču, Münchenu i Grazu, koji je najpoznatiji po tome što je 1885. g. otkrio i opisao bakteriju Escherichia coli, koja je po njemu i nazvana.
Theodor Escherich je rođen u Ansbachu (tada Kraljevina Bavarska), a umro je u Beču (tada Austro-Ugarska).